# 한상억 (조선귀족)
한상억(韓相億, 1898년 12월 10일 ~ 1949년 12월 10일)은 일제강점기의 조선귀족으로, 본관은 청주, 본적은 경성부 가회정이다.

## 생애
남작 한창수의 서자로 태어났지만 1934년 8월 27일 한상기의 어머니이자 한창수의 아내인 홍창자가 호주(戶主)를 승계하면서 사후 양자로 입적되었다. 1922년부터 1924년까지 독일로 유학했으며 1924년 스위스 취리히 대학교로 유학하는 동안에 경제학을 전공했다. 1934년 8월 자신의 형인 한상기가 받은 남작 작위를 승계받았고 1935년 1월 14일 일본 정부로부터 종5위에 서위되었다.
1937년 8월 25일 동요회 발기인과 이사를 역임했으며 1937년 9월 2일 후작 이병길, 자작 이홍묵, 박부양, 김호규와 함께 국방헌금 1만원을 미나미 지로 조선총독에게 헌납했다. 1939년 2월 7일 경성부 육군병 지원자 후원회 간사를 역임했다.
1940년 11월 10일 일본 기원 2600년 축전에 초대받은 것을 계기로 일본 정부로부터 기원 2600년 축전 기념장을 받았으며 1940년 12월 조선유도연합회 참사를 역임했다. 1941년 2월 1일 일본 정부로부터 정5위에 서위되었으며 광복 이후인 1949년 8월 반민족행위특별조사위원회 특별검찰부에 송치되기도 했다. 친일파 708인 명단의 조선귀족 부문, 민족문제연구소의 친일인명사전 수록자 명단의 수작/습작 부문, 친일반민족행위진상규명위원회가 발표한 친일반민족행위 705인 명단에 포함되었다.

## 가족관계
- 증조부 : 한직교(韓直敎)
- 증조모 : 전주 이씨
  - 조부 : 한윤석(韓胤錫)
  - 조모 : 음성 박씨
    - 아버지 : 한창수(韓昌洙)
    - 어머니: 남양 홍씨, 홍종서의 딸
    - 동생 : : 한상기(韓相琦)
    - 동생 : 해평 윤씨, 윤홍섭에게 출가
      - 부인 : 풍양 조씨
        - 장녀 : 해평 윤씨, 윤용구에게 출가
        - 차녀 : 동래 정씨, 정필수에게 출가
        - 삼녀 : 연일 정씨, 정낙용에게 출가

      - 부인 : 전주 이씨
        - 사녀 : 창원 황씨, 황기언에게 출가
        - 장남 : 한태희(韓太熙), 한상기에게 출가
        - 차남 : 한정희(韓正熙)
        - 자부 : 순흥 안씨
          - 손자 : 한원규(韓原圭), 생부 : 한연희(韓年熙)

        - 삼남 : 한연희(韓年熙)

## 참고자료
- 친일반민족행위진상규명위원회 (2009). 〈한상억〉. 《친일반민족행위진상규명 보고서 Ⅳ-18》. 서울. 908~916쪽.